# Monoplistes
Monoplistes là một chi bọ cánh cứng thuộc họ Scarabaeidae.